# Austroharpa
Austroharpa là một chi ốc biển, là động vật thân mềm chân bụng sống ở biển thuộc họ Harpidae.

## Các loài
Các loài thuộc chi Austroharpa bao gồm:
- Austroharpa exquisita (Iredale, 1931)[2]
- Austroharpa learorum Hart & Limpus, 1998[3]
- Austroharpa loisae Rehder, 1973[4]
- Austroharpa punctata (Verco, 1896)[5]
- Austroharpa wilsoni Rehder, 1973[6]